# Autocoscienza
(Iscrizione greca sul tempio dell'oracolo di Delfi)

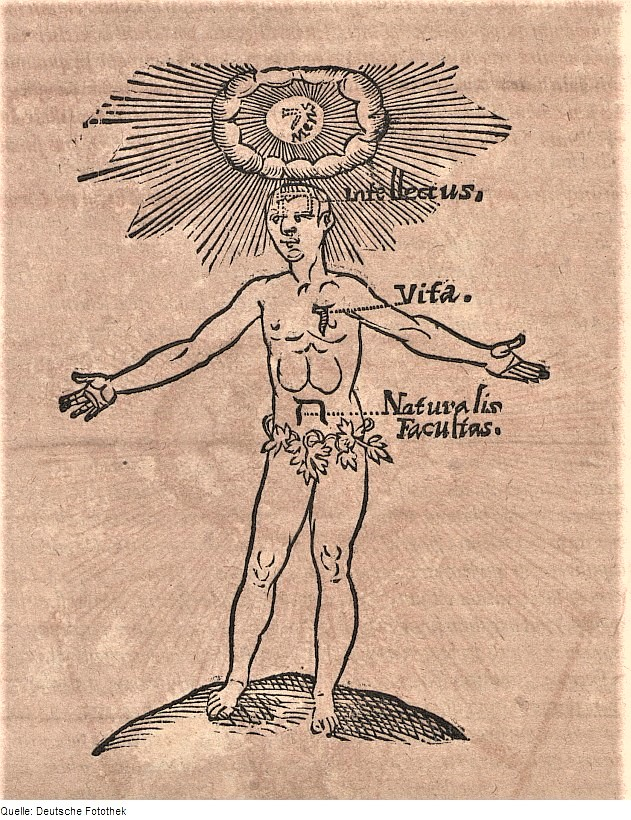
L'elevazione della coscienza umana dalla terra al macrocosmo attraverso i simboli del tetragramma, in una raffigurazione dell'Utriusque Cosmi di Robert Fludd (1617)

L'autocoscienza è definibile come l'attività riflessiva del pensiero con cui l'io diventa cosciente di sé, a partire dalla quale poter avviare un processo di introspezione rivolto alla conoscenza degli aspetti più profondi dell'essere.

## L'autocoscienza nella filosofia occidentale
Nell'ambito della storia della filosofia occidentale si rileva come l'autocoscienza sia stata il fondamento della riflessione di numerosi pensatori, i quali hanno espresso l'importanza di approdare a se stessi prima di iniziare l'indagine delle verità assolute: l'autocoscienza cioè come presupposto della conoscenza, sintetizzato dal motto delfico conosci te stesso, il quale «ha assunto una posizione di esortazione morale di carattere strettamente filosofico soprattutto con Socrate – il cui messaggio ruota per intero intorno a questo perno teoretico – e nell'ambito della cultura occidentale ha poi avuto una Wirkungsgeschichte, ossia una "storia di effetti" di straordinaria portata».
L'autocoscienza è stata quindi considerata (in maniera esplicita almeno a partire dalla riflessione stoica e neoplatonica) la prima e unica forma di sapere certo e assoluto, essendo interiore e non acquisito dall'esterno, col quale preservare la filosofia stessa dalle derive del relativismo e dello scetticismo, tanto da essere anche utilizzata come strumento di intellezione dell'idea di Dio.
Essa era inoltre ciò che contraddistingueva propriamente la filosofia da ogni altra disciplina, essendo indagine rivolta su di sé e non sul mondo esterno, che critica e mette in discussione principalmente se stessa.

### Nell'antica Grecia
Gran parte delle riflessioni sull'autocoscienza presero spunto dalle filosofie elaborate nell'antica Grecia, in particolare da Socrate, Platone e Aristotele, sui quali ci si soffermerà al fine di introdurre l'argomento. Centrale risulterà in proposito il problema sulla natura della conoscenza, se questa sia da ricondurre ad un atto interiore e immediato del pensiero (che coinvolga per l'appunto la libertà e la coscienza di sé), o se invece risulti da un meccanismo automatico di fenomeni che interagiscano tra loro, come sulla scia di Democrito sostenevano gli atomisti, e poi gli empiristi dell'età moderna.

#### Socrate
Mentre l'indagine dei filosofi presocratici era incentrata sulla natura, e riguardava forme di pensiero impersonale (l'intelletto di Anassagora, il numero di Pitagora, l'essere di Parmenide), con Socrate per la prima volta il pensiero si sofferma sull'autocoscienza, ovvero sulla riflessione dell'anima umana su di sé, intesa come io individuale. Socrate era convinto di non sapere, ma proprio per questo egli si accorse di essere il più sapiente di tutti. A differenza degli altri, infatti, pur essendo ignorante come loro, Socrate era dotato di autocoscienza, perché "sapeva" di non sapere, cioè era consapevole di quanto fosse vana e limitata la propria conoscenza della realtà. Per Socrate tutto il sapere è vano se non è ricondotto alla coscienza critica del proprio "io", che è un "sapere del sapere". L'autocoscienza è quindi per lui il fondamento e la condizione suprema di ogni sapienza. «Conosci te stesso» sarà il motto delfico che egli fece proprio, a voler dire: solo la conoscenza di sé e dei propri limiti rende l'uomo sapiente, oltre a indicargli la via della virtù e il presupposto morale della felicità. Per Socrate infatti una vita inconsapevole è indegna di essere vissuta.
Una tale autocoscienza tuttavia non è insegnabile né trasmissibile a parole, poiché non è il prodotto di una tecnica: ognuno deve trovarla da sé. Il maestro può solo aiutare i discepoli a farla nascere in loro, all'incirca come l'ostetrica aiuta la madre a partorire il bambino: non lo partorisce lei stessa. Questo metodo socratico era noto come maieutica; e l'oggetto a cui mirava era da lui chiamato dáimōn, ovvero il demone interiore, lo spirito guida che alberga in ogni persona.
Con Socrate vennero posti in tal modo i capisaldi di tutta la filosofia successiva, basata sul presupposto che la vera conoscenza non deriva dai sensi, ma nasce dall'uso consapevole della ragione.

#### Platone
Platone, suo allievo, affrontò esplicitamente il problema dell'autocoscienza oltre che nel Filebo e nella Repubblica, soprattutto nel Carmide, dove per bocca di Socrate egli prova ad analizzare questa forma peculiare di conoscenza che sembra non avere un oggetto ben definito se non il conoscere in se stesso.
In polemica con le teorie atomiste della conoscenza, emerge come in Platone l'autocoscienza sia un fenomeno strettamente legato alla reminiscenza delle Idee, cioè di quei fondamenti eterni della sapienza che sono già presenti nella mente umana, ma sono stati dimenticati all'atto della nascita: conoscere significa dunque ricordare, cioè diventare coscienti di questo sapere interiore che giace a livello inconscio dentro la nostra anima, ed è perciò innato. Gli organi di senso, per Platone, hanno solo la funzione di risvegliare in noi l'autocoscienza sopita, ma questa non dipende dagli oggetti della realtà sensibile, ed è perciò qualcosa di assoluto (da ab + solutus, ovvero etimologicamente "sciolto da", indipendente). Nel diventare coscienti delle Idee, ci si accorge così della relatività e caducità del mondo terreno, nonché dell'impossibilità di fondare una conoscenza certa sulla base di dati acquisiti unicamente dall'esperienza, prescindendo cioè dalla libera autocoscienza del pensiero.

#### Aristotele
L'autocoscienza è implicitamente presente anche nella riflessione di Aristotele, che parla del «pensiero di pensiero» non solo come vertice ma anche come presupposto della conoscenza, intesa come scienza degli universali: questa è opera dell'intelletto attivo, mentre i sensi possono dare solo una conoscenza limitata e parziale. Si tratta di un processo che avviene per gradi: in una prima fase l'intelletto è passivo e si limita a recepire gli aspetti contingenti e transitori della realtà, ma poi interviene quello attivo che supera criticamente tali particolarità riuscendo a coglierne l'essenza, portando a compimento il processo di consapevolezza facendolo passare dalla potenza all'atto. E l'atto puro, che è Dio, sarà infine autocoscienza pura, cioè «pensiero di pensiero», un pensiero che in maniera simile all'Intelletto ordinatore di Anassagora pensa perennemente sé stesso, e rappresenta la realizzazione compiuta di ogni ente in divenire pur restando immobile. Scopo della filosofia si colloca per Aristotele proprio nella contemplazione fine a se stessa, ovvero nel raggiungimento di quella capacità di autocoscienza che differenzia l'uomo dagli altri animali.

#### Stoicismo e neoplatonismo
Il tema dell'autocoscienza lo si ritrova nello stoicismo, il quale usa il termine oikeiosis per indicare quella conoscenza di sé, che tramite la synaesthesis (ovvero la percezione interna) consente lo sviluppo del proprio essere in conformità col Lògos universale.
Emerge quindi nel sistema filosofico dei neoplatonici e in particolare di Plotino, il quale ne fece la seconda ipostasi del processo di emanazione dall'Uno. Egli adopera il termine Nous già utilizzato da Anassagora e Aristotele per indicare appunto l'attività autocosciente del Pensiero. Con Plotino torna anche la polemica contro le teorie atomiste della conoscenza, essendo l'Autocoscienza per lui il fondamento supremo e immediato del sapere, superiore alla conoscenza di tipo mediato propria della razionalità discorsiva (e superiore alla conoscenza sensibile): qualcosa cioè di non componibile. Essa è la diretta espressione dell'Uno, il quale traboccando esce fuori da sé, in uno stato di estasi contemplativa, producendo la propria autocoscienza. Il Nous o Intelletto è appunto questa autocoscienza dell'Uno, che si sdoppia così in un soggetto contemplante e un oggetto contemplato, i quali formano una realtà sola, perché il soggetto pensante è identico all'oggetto pensato: si tratta dell'identità immediata di Essere e Pensiero di cui aveva parlato Parmenide, situata al di là dell'opera mediatrice della ragione, e quindi raggiungibile solo tramite intuizione.
L'uomo è l'unica creatura vivente in grado di riviverla, prendendo coscienza di sé: si tratta di un sapere non acquisito né comunicabile oggettivamente, perché non può essere ridotto a una semplice nozione, ossia a un semplice "pensato": esso è la coscienza che l'Io ha di sé come soggetto "pensante", la consapevolezza del pensiero come "atto" e non come fatto misurabile o quantificabile. Plotino la paragonò alla luce che si rende visibile nel far vedere. Poiché tuttavia ogni riflessività è ancora un raddoppio, da questa forma di auto-intuizione occorre risalire più in alto fino all'Uno assoluto, che è l'origine suprema e ineffabile dell'autocoscienza. Nel risalire alla propria origine, il pensiero non può possederla, perché pensarla significherebbe sdoppiarla in un soggetto pensante e un oggetto pensato (e quindi non sarebbe più Uno, ma due). La fonte della coscienza rimane quindi non consapevole. Ad essa tuttavia ci si può avvicinare per gradi tramite il metodo della teologia negativa, secondo un procedimento per certi versi simile a quello usato dalle filosofie orientali, eliminando progressivamente ogni contenuto dalla coscienza. Per approdare all'autocoscienza e da questa all'Uno, occorre diventare consapevoli non di cosa siamo, ma di cosa non siamo; prendendo coscienza delle false illusioni in cui identificavamo il nostro "io", la verità potrà finalmente sgorgare da sé, senza sforzo. Più che costruire dunque la propria autocoscienza, un tale metodo consiste piuttosto nel rimuovere gli ostacoli che sono di impedimento al suo fluire naturale.
Una volta che il pensiero sarà privato di ogni contenuto, esso stesso si fermerà, poiché non può esistere un pensiero senza contenuto, e quindi uscendo da sé si avrà l'estasi, quando la propria individualità si identifichi con quella di Dio. Vivere una tale esperienza è dato a pochissimi, a causa della situazione paradossale per cui, come dice Plotino, «per superare sé stessi occorre sprofondare in sé stessi».

### L'autocoscienza nel pensiero cristiano
L'autocoscienza divenne quindi un tema di rilievo nell'ambito della riflessione cristiana, essendo vista come la manifestazione più diretta e immediata di Dio, che secondo il cristianesimo alberga nell'interiorità di ogni essere umano. Diventare coscienti di sé significava dunque diventare coscienti della voce divina.

#### Agostino
Agostino, rifacendosi a Plotino, avvertì fortemente il richiamo dell'interiorità: «Gli uomini se ne vanno a contemplare le vette delle montagne, e non pensano a se stessi». Egli mise in risalto come Dio, in quanto non è oggetto ma Soggetto, sia presente nell'interiorità del nostro io più di noi stessi, e rappresenti per il nostro pensiero la condizione del suo costituirsi e la sua meta naturale. Nel risalire a Lui, occorre però attraversare la fase del dubbio, che è un momento essenziale e indicativo del disvelarsi della verità. Nel dubbio si è portati a non credere a niente, e tuttavia non si può dubitare del dubbio stesso, ossia del fatto che sto dubitando. La coscienza del mio dubbio è garanzia sicura di verità, perché è un sapere innato, che presuppone qualcosa di superiore come sua causa. Il dubbio consapevole permette così di riconoscere le false illusioni che sbarravano l'accesso alla verità, dopodiché l'anima non può propriamente possedere Dio, ma piuttosto ne verrà posseduta. Questa autocoscienza, che si produce in un lampo di intuizione, è essenzialmente un dono di Dio.

#### Dal Medioevo al Rinascimento
Dopo Agostino l'autocoscienza venne identificata, sulla base dello schema neoplatonico delle tre ipostasi, con la seconda Persona della Trinità: il Verbo, eterna Parola di Dio, il Figlio Unigenito attraverso cui il Padre conosce e rivela se stesso. L'autocoscienza rimase quindi, in forme più o meno velate, al centro degli interessi filosofici e teologici dei pensatori cristiani, ad esempio di Scoto Eriugena: «Se c'è qualcosa che può sapere di non sapere, questa non può ignorare di esistere; se infatti non esistesse non saprebbe di non sapere. Il che equivale a dire che esiste ciò che sa di esistere, oppure chi sa di non sapere di esistere». O di Anselmo d'Aosta, per il quale il pensiero di sé è un'immagine fatta a somiglianza della mente che la produce.
Per Tommaso d'Aquino l'autocoscienza è il vertice delle capacità intellettive, che rende possibile anche il concetto di persona: essa pertanto è attribuibile non solo all'uomo, ma prima di tutto a Dio, che pensando se stesso conosce pure tutta la realtà in un medesimo atto. L'autocoscienza umana, sebbene diversa da quella divina, rimane sempre connessa per Tommaso alla questione ontologica di un Essere da porre a fondamento della propria intima essenza, e alla cui implicita presenza si deve la possibilità di ogni forma di conoscenza. Anche in Alberto Magno, San Bonaventura, e nel Quattrocento Nicola Cusano, l'autocoscienza sarà vista sempre come l'unione immediata di essere e pensiero, fondamento non solo della conoscenza in atto di sé, ma anche di ogni affermazione filosofica sull'anima e su Dio: «infatti la verità è conosciuta dall'intelletto dopo che esso riflette e ritorna sul proprio atto cognitivo, [...] che a sua volta non può essere conosciuto se prima non si conosce la natura del principio attivo che è l'intelletto stesso». Se cioè l'intelletto fosse incapace di pensare se stesso, non potrebbe neppure prendere coscienza della verità, né coscienza di poterla mai raggiungere.
Persino nel sensismo naturalista dei pensatori rinascimentali, l'autocoscienza verrà posta a fondamento dei nuovi sistemi filosofici. Telesio ne parlerà come di un «sentire di sentire», mentre in Tommaso Campanella l'autocoscienza è vista come intimamente legata all'essere stesso della realtà. L'autocoscienza è per lui una caratteristica fondamentale di tutti gli enti, a partire da quelli più inferiori fino all'uomo, in cui giunge a maturare pienamente, e senza la quale un individuo sarebbe simile a una pietra. Essa consiste in un'originaria e innata conoscenza che ogni anima ha di sé: egli la chiama sensus innatus, o notitia indita, a indicare una visione intuitiva e immediata che viene però offuscata dalle conoscenze esterne sul mondo (le notitiae additae), diventando notitia abdita. Scopo della filosofia è recuperare questa originaria coscienza di sé, sulla quale è possibile costruire le basi del nostro sapere, sconfiggendo il dubbio scettico. Riprendendo Agostino, Campanella osserva questo: anche chi afferma di non sapere nulla, ha però coscienza di sé come di persona che non sa. E quindi conosce cosa sia il sapere e la verità, perché altrimenti non sarebbe neppure consapevole di ignorarli. Campanella fonda su quest'autocoscienza una metafisica dell'assoluto, mirante a recuperare il concetto di partecipazione a Dio di tutti gli esseri, in cui si rispecchiano le tre primalità divine di Potenza, Sapienza, Amore, reciprocamente intrecciati al punto da fargli dire che il «conoscere è essere».

### Gli sviluppi della filosofia moderna
Si può affermare che fino al Seicento il principio dell'autocoscienza, inteso come condizione fondamentale che sola può dare coerenza e organicità al pensiero, senza la quale si avrebbe caduta nell'irrazionalismo, si basava sul presupposto che il proprio pensare deve necessariamente provenire da un essere che lo rende possibile.
Con Cartesio avvenne invece una svolta: con lui sarà l'essere a venir sottomesso alla coscienza: Cartesio infatti porrà l'autocoscienza al di sopra della realtà ontologica al fine di oggettivarla. Mentre nella filosofia classica l'autocoscienza era l'atto mai concluso (né esprimibile a parole) con cui il soggetto rifletteva su di sé, Cartesio ritenne di poterlo oggettivare nella celebre espressione Cogito ergo sum. Il Cogito per lui non è più l'atto "pensante" originario da cui nasce il filosofare, ma diventa un "pensato". L'evidenza del Cogito offre, secondo Cartesio, un metodo sicuro e infallibile di indagine razionale, tramite il quale poter distinguere il vero dal falso. La verità cioè risulta sottomessa a tale metodo: esiste solo ciò che è evidente.
In seguito però Spinoza ristabilì il primato dell'Essere, facendo dell'autocoscienza un «modo» della sostanza e riportandola al livello dell'intuizione. Deus sive Natura è la formula che riassume l'esatta corrispondenza di "io" come soggetto ed "io" come oggetto: è l'unione immediata di Dio e Natura, essere e pensiero, superiore al metodo razionale e scientifico.
Anche Leibniz concepì l'autocoscienza come la intendeva la filosofia classica: a differenza di Cartesio secondo cui esiste solo ciò di cui ho coscienza (e quindi se non ne ho coscienza non esiste), per Leibniz esistono anche pensieri di cui non si ha coscienza. Egli le chiama "percezioni", e si trovano a un livello inconscio della mente. Ma nel momento in cui diventano coscienti si ha l'"appercezione", che è appunto l'autocoscienza, ossia il percepire di percepire. L'autocoscienza più alta appartiene alla monade suprema che è Dio, il quale riassume in sé le coscienze di tutte le altre monadi. Leibniz criticò anche l'empirismo inglese, secondo il quale le idee della mente erano come oggetti plasmati direttamente dall'esperienza, per cui (in maniera simile a quanto affermava Cartesio) esiste solo ciò di cui ho un'idea chiara e oggettiva. Leibniz fu invece un sostenitore dell'innatismo platonico della conoscenza: l'autocoscienza è un atto fuori dal tempo, e non un fatto o una semplice nozione.

### Kant e l'idealismo tedesco
Con Kant l'autocoscienza diventa appercezione trascendentale o io penso: egli la pose al livello supremo della conoscenza critica. Per Kant l'intelletto non si limita a recepire i dati dell'esperienza, ma li elabora attivamente, sintetizzando il molteplice in unità (l'io). Se non ci fosse questa appercezione di me, cioè che io resto sempre identico a me stesso nel rappresentarmi il molteplice, dentro di me non ci sarebbe pensiero di nulla. Questa unità, o io penso, è "trascendentale", cioè funzionale al molteplice, nel senso che si attiva solo quando riceve dati da elaborare. Non può essere ridotta pertanto ad un mero "dato"; l'unico modo per pensarla è dire: «io penso che io penso che io penso...» all'infinito. Questo perché l'io penso non è una semplice conoscenza empirico-fattuale della realtà interiore dell'individuo, ma è la condizione formale di ogni conoscenza, il contenitore della coscienza, non un contenuto.
L'autocoscienza, o Io puro-trascendentale, sarà quindi il fondamento dell'idealismo tedesco di Fichte e Schelling: l'Io per Fichte diventa attività non solo ordinatrice dell'esperienza (com'era in Kant) ma anche creatrice; è un'attività autoponentesi all'infinito: è un conoscere e al tempo stesso un produrre perennemente la propria autocoscienza. Essa costituisce il punto di partenza non solo del pensiero ma della stessa realtà, poiché questa non si può concepire al di fuori dei principi del pensiero. È un contenitore che crea da sé anche il proprio contenuto, giacché non esiste oggetto se non per un soggetto, e a sua volta il soggetto è tale solo in rapporto a un oggetto. Prendere coscienza di ciò vuol dire riappropriarsi di sé, accorgersi che il non-io è in realtà un mio prodotto, che l'io non riconosceva ancora come tale perché frutto di una produzione inconscia. Ma questo supremo "sapere del sapere" è afferrabile solo al di là dell'opera mediatrice della ragione, tramite intuizione intellettuale (un concetto simile per certi versi al Noùs di Plotino). Ciò significa che il pensiero filosofico, che della ragione si serve, si limita solo a ricostruire le condizioni di possibilità della coscienza e della realtà, non le produce esso stesso: se così fosse, il pensiero filosofico sarebbe creatore, poiché coinciderebbe con l'atto creativo dell'Io. L'autocoscienza invece è un atto intuitivo, non razionale, nel ricercare l'origine del quale il pensiero deve necessariamente naufragare nell'Uno assoluto, negando sé stesso (teologia negativa).
Anche per Schelling l'autocoscienza è l'intuizione intellettuale che l'io ha di sé, e senza il quale l'idealismo filosofico stesso risulterebbe incomprensibile. Essa consente di cogliere l'Assoluto inteso come unione immediata di essere e pensiero, Spirito e Natura. Quest'ultima in particolare è vista da Schelling in un'ottica finalistica, come un'intelligenza potenziale che si evolve dai gradi inferiori verso quelli superiori, fino a diventare piena autocoscienza nell'uomo, il quale rappresenta il vertice in cui la natura prende finalmente coscienza di sé. Il processo inverso dall'autocoscienza alla natura si attua invece nell'idealismo trascendentale.

### Da Hegel a Marx
Con Schelling si ha l'ultima formulazione dell'autocoscienza quale era concepita dalla filosofia classica. Con Hegel infatti essa non è più l'atto originario e immediato situato al di sopra del pensiero oggettivo, ma sarà invece il risultato di una mediazione razionale, di un processo tramite il quale la coscienza arriva dialetticamente a farsi autocoscienza; quest'ultima finisce così per coincidere col pensiero filosofico stesso. Ma con Hegel l'autocoscienza acquista soprattutto un valore sociale e politico, venendo appunto raggiunta, secondo Hegel, non più al livello immediato dell'intuizione, ma tramite il rapportarsi dialettico della nostra singola esistenza con quella degli altri. Il riconoscimento delle altre autocoscienze avviene attraverso la lotta, ossia il confronto, per cui alcuni individui arrivano a sfidare la morte per potersi affermare su quelli che hanno paura e finiscono per subordinarsi ai primi. È questo il rapporto di signoria-servitù.
L'autocoscienza viene così identificata in un sistema oggettivo, diventando infine Ragione, Spirito assoluto che concilia e rende reciprocamente trasparenti soggetto e oggetto. Dalla filosofia di Hegel, Marx riprenderà l'idea che l'autocoscienza abbia un valore esclusivamente sociale e politico. Egli la identificò con la coscienza di classe, che è per lui la coscienza del vero essere (materiale) degli individui. Ad essa si arriva tramite la lotta, cioè la contrapposizione dialettica tra classi, che fa nascere nel proletariato la coscienza della propria condizione materiale e dei rapporti economici di produzione. L'autocoscienza pura di tipo divino e intuitivo, su cui si basava la filosofia classica e che aveva un valore universale e trascendente la storia, è per Marx una falsa coscienza che ottunderebbe le menti, offuscando la vera e oggettiva coscienza sociale che l'uomo ha di sé come individuo storico.

### Schopenhauer e Rosmini
Schopenhauer lega invece l'autocoscienza alla volontà, dandone una descrizione nel saggio Sulla libertà del volere umano (1839): essa è per lui la consapevolezza che il vero Io dell'individuo consisterebbe in voleri e moti dell'animo di natura irrazionale, ma è proprio questa facoltà conoscitiva di sé che consente all'uomo di liberarsene. D'altra parte, la denuncia del carattere inautentico di ogni altra conoscenza, che per Schopenhauer risulta sottomessa ai ciechi impulsi del volere, lo accomuna ai cosiddetti "maestri del sospetto" Nietzsche e Freud.
Nella scia del kantismo si inserisce anche la riflessione di Antonio Rosmini sul modo in cui viene percepita la propria persona fisica come soggettività senziente in relazione ai corpi esterni.

### Nel Novecento
Nel Novecento il concetto di autocoscienza è stato ripreso dal neoidealismo, e poi dall'esistenzialismo.
In quest'ultimo ambito è stato approfondito da Heidegger per analizzare la dimensione dell'essere umano: egli contrappose la situazione di vita inautentica a quella autentica dell'angoscia, in cui l'uomo ha la rivelazione di sé come coscienza dell'Essere.
Anche Jaspers, rifacendosi alle parole di Aristotele («l'anima è, in certo qual modo, tutto»), ha sottolineato l'esigenza di recuperare quella coscienza del reciproco rapportarsi soggetto/oggetto da cui si è posta fuori la scienza, che presume di poter prescindere dalla soggettività:
(Karl Jaspers, Philosophie, 1932-1955)

## L'autocoscienza nella filosofia orientale
Nelle filosofie orientali, quali soprattutto il buddismo, l'autocoscienza è stata analizzata nella sua portata pratica più che teorica, essendo vista come un processo che si realizza attraverso la meditazione, e con cui raggiungere il nirvana. L'analisi dei propri processi mentali conduce prima di tutto all'osservazione degli oggetti fuori di sé; successivamente ci si sposta verso una coscienza dei pensieri, e alla fine si giunge alla consapevolezza di chi pensa.
Nell'autocoscienza è possibile scoprire così la vera natura dell'Io (o del Sé), e coglierne la differenza con l'ego. Mentre l'ego è una caratterizzazione illusoria nella quale siamo erroneamente portati a identificare il nostro essere, il Sé è un principio spirituale situato al di sopra di ogni possibile contenuto della mente: presso gli induisti è chiamato Ātman e coincide con l'anima universale del mondo (Brahman). La meditazione autocosciente, permette di capire che l'ego non è un nocciolo statico e invariabile, ma è soggetto a continui mutamenti, essendo il prodotto di un flusso di pensieri. Jangama dhyana è un esempio di tecnica di meditazione autocosciente.
L'Io supremo invece non può coincidere con nessun oggetto, né con nessun tipo di pensiero, perché queste sono realtà soggette al divenire; il Sé quindi non può diventare oggetto di pensiero. Presso i mistici orientali si usa paragonare l'autocoscienza ad una spada che non può fendere se stessa, o a un occhio che non può vedere se stesso; ma nel vedere ciò che è al di fuori di lui, esso può prendere coscienza di sé attraverso ciò che non è, per via negativa, secondo un processo di progressiva esclusione molto simile a quello utilizzato in Occidente dai filosofi neoplatonici. L'autocoscienza quindi non è qualcosa che si costruisce, ma risulta semmai dalla de-costruzione dei propri automatismi mentali, riappropriandosi del loro contenuto di energia investita all'esterno sotto forma di proiezioni.

## L'autocoscienza in psicoanalisi
L'autocoscienza è stata utilizzata anche dal pensiero psicologico e psicoanalitico per analizzare il modo in cui il soggetto si rapporta a sé stesso e agli altri. In essa consiste in gran parte il metodo di guarigione dai contenuti conflittuali inconsci della mente, usato dalle scuole freudiane, junghiane, e adleriane. Particolare importanza viene data ad un atteggiamento di osservazione e attenzione al proprio stato emotivo interiore, che sia privo però di senso critico, al fine di evitare filtri mentali che interferiscano col libero fluire dell'autocoscienza.

### La formazione dell'autocoscienza
In particolare, secondo gli psicoanalisti di scuola junghiana, l'autocoscienza è una condizione latente che si risveglia nel bambino a seguito dei primi attriti col mondo esterno.
All'inizio della vita tutto è Uno per il neonato: egli vive in simbiosi totale con ciò che lo circonda, senza sentimenti di separazione. Questa originaria forma di autocoscienza gli fa confusamente comprendere che egli è, ma non gli consente ancora di capire "chi" è.
Con la ripetizione di piccole frustrazioni, come il biberon che non arriva subito o la mancanza di risposta al suo pianto, il neonato finirà per prendere sempre più coscienza della propria individualità come separata da quella degli altri. Ecco quindi che proprio la separazione col mondo esterno gli permette di dare un contenuto alla propria autocoscienza: egli può capire "chi" è in rapporto a ciò che egli non è, solo dopo aver perduto la consapevolezza dell'unione col tutto.
Sarà questa tensione tra sé e l'universo ad alimentare la vita psicologica dell'individuo e a porre le basi del suo rapporto con gli altri anche nell'età adulta. Una tale tensione rappresenta il respiro fondamentale dell'essere, perché non ci sarebbe vita soggettiva, vale a dire cosciente di sé, senza questo "prender forma" dal caos originario.
Via via che il bambino cresce l'autocoscienza si stabilizza insieme all'impressione della sua continuità nel tempo. L'Io in un certo senso "si cristallizza", passando attraverso il cosiddetto stadio dello specchio descritto dallo psicoanalista Jacques Lacan, nel quale il bambino prova un piacere narcisistico nel riconoscere la propria immagine riflessa nello specchio. È così che nasce il complesso dell'io, che rappresenta il modo in cui noi ci conosciamo, e la cui emozione centrale è costituita da questa impressione di identità e durata nel tempo.
Un complesso dell'Io troppo forte potrebbe finire tuttavia per ostacolare l'adattamento al mondo circostante. Accanto allo sviluppo della propria autonomia, infatti, permane al contempo il bisogno di restare uniti a ciò che ci circonda. Il paradosso del processo di individuazione, come è stato chiamato da Jung, si basa sul fatto che l'io non potrebbe svilupparsi senza gli altri, cioè senza l'amore. Per tutta la vita la nostra individualità ha bisogno degli altri per affermare le differenze e sposarne le somiglianze. Si tratta di un equilibrio costantemente in bilico tra fusione e separazione. Un tale paradosso si risolve solo quando, nell'età adulta, l'io riesca ad entrare in rapporto con il livello più profondo dell'essere, cioè con il sé: allora egli supera la divisione tra sé e gli altri, ed è al contempo più originalmente se stesso e in comunione col mondo. Si tratta del mistero dell'identità, coglibile attraverso un lungo lavoro di introspezione e di esercizio della propria autocoscienza, che consiste nel restare Uno nella differenza.

### Ulteriori prospettive
Una volta intesa l'autocoscienza come il fondamento di ogni altra coscienza, e nella quale non vi sia contrapposizione tra soggetto e oggetto, né quindi sdoppiamento dell'Io, questa può tuttavia rivolgersi alla percezione immediata di un atto diretto ad un oggetto, oppure di un atto del soggetto stesso (circostanza in cui si parla di riflessione): in tal caso l'autocoscienza si dice concomitante alla percezione.